# Tetsuya Enomoto
Tetsuya Enomoto (jap. 榎本 哲也 Enomoto Tetsuya; ur. 2 maja 1983) – japoński piłkarz występujący na pozycji bramkarza. Obecnie występuje w Urawa Red Diamonds.

## Kariera klubowa
Od 2002 roku występował w klubach Yokohama F. Marinos i Urawa Red Diamonds.